# Andreas Falb
Andreas Falb (* 25. Juli 1994) ist ein deutscher Säbelfechter.

## Leben
Andreas Falb wuchs in Ingolstadt auf und begann seine sportliche Laufbahn beim TV Ingolstadt. Zum 1. August 2011 wechselte er an den Olympiastützpunkt beim Fecht-Club Tauberbischofsheim.
Falb besuchte ab 2011 das Wirtschaftsgymnasium der Kaufmännischen Schule Tauberbischofsheim, welches er 2014 mit dem Abitur abschloss. Anschließend begann er ein Studium der Rechtswissenschaften an der Universität Würzburg.

## Sportliche Erfolge
Falb konnte bei Deutschen Fechtmeisterschaften 2013, 2014 und 2015 die Silbermedaille mit der Säbel-Mannschaft des Fecht-Clubs Tauberbischofsheim erringen. 2016, 2017 und 2018 folgten drei Bronzemedaillen mit der Säbel-Mannschaft.
Falb war von 2015 bis 2016 Mitglied des B-Kaders, das heißt des höchsten deutschen Bundeskaders der Säbelfechter.